# Kinsey
Kinsey és una pel·lícula estatunidenca dirigida per Bill Condon i estrenada l'any 2004. Ha estat doblada al català.

## Argument
Alfred Kinsey va ser un home que, l'any 1948, va canviar radicalment la cultura dels Estats Units publicant un llibre sobre la conducta sexual. Kinsey i els seus col·laboradors van entrevistar milers de persones i els van fer un qüestionari sobre els seus aspectes més íntims. Aquest treball va provocar un debat intens i va sacsejar la societat nord-americana, tradicional i puritana.

## Comentaris
El film abasta sis dècades (des de la seva infantesa en els primers anys de 1900 fins a la seva mort el 1956). Condon va convertir la complicada i controvertida carrera de Kinsey en un gran drama intel·lectual que va obtenir bones crítiques als Estats Units, a més d'una nominació a l'Oscar per a Laura Linney com a millor actriu secundària.	

## Repartiment
- Liam Neeson: Alfred Kinsey
- Laura Linney: Clara Bracken McMillen
- Chris O'Donnell: Wardell Pomeroy
- Peter Sarsgaard: Clyde Martin
- Timothy Hutton: Paul Gebhard
- John Lithgow: Alfred Seguine Kinsey
- Tim Curry: Thurman Rice
- Oliver Platt: Herman Wells
- Dylan Baker: Alan Gregg
- William Sadler: Kenneth Braun
- Julianne Nicholson: Alice Martin